# 西博城站
西博城站位于中华人民共和国四川省成都市天府新区蜀州路和福州路东段交叉口，是成都地铁1号线、6号线和18号线的地铁换乘站，1号线于2018年3月18日开通使用，18号线于2020年9月27日启用，6号线于2020年12月18日启用。

## 车站概要
西博城站位于蜀州路和福州路东段交汇处，1号线车站沿蜀州路呈南北向布置，站厅利用福州路高架桥路面做屋顶，截至2018年3月，是成都面积最大的地铁站。
本站因临近中国西部国际博览城而得名。由于该建筑的名称长年未确定，本站名称也历经多次变迁。在1号线三期工程规划阶段，本站曾使用站名“博览城北站”；在建设期间，曾使用工程名“福州路站”；建设期间还曾使用“天府商务区地铁中心站”的名称；2017年3月，拟命名为“博览城站”；2017年6月1日，曾正式命名为“西部会展中心站”；2017年6月29日，拟命名为“西博城站”并最终使用。
西博城站是成都在建地铁中，唯一一个设计时间超过施工时间的地铁站。从计划到设计完成用时超过三年，方案前后修改超过10次。原计划1号线、6号线、16号线和18号线在本站将形成“卅”字型的交汇，本站将成为4线换乘车站，但因16号线规划调整，本站在远期依然为三线换乘站。本站所隶属的博览城综合交通枢纽拥有地铁、公交、停车、商业等复合功能，是交通能力可覆盖整个城市的交通综合体。

## 车站结构
西博城站为地下三层车站，1号线、6号线、18号线均为岛式站台，标准段为横向双柱三跨闭合框架结构，1号线与6号线的换乘节点为地下三层，车站长357.7米。站厅为半封闭，层高12米。本站占地面积16000平方米，建筑面积170000平方米，整个博览城综合交通枢纽总建筑面积约354000平方米。
此外，西博城站规划了成都市域铁路S5线（眉山线）的站台，位于地下二层。2016年，眉山线车站结构随枢纽其他部分一同施工。不过后来眉山线修改规划，不再经过西博城站，改为经过6号线秦皇寺站、19号线红莲站。此部分结构后来重新规划预留给16号线使用，但其后16号线也修改了规划，不再使用此预留结构。截至2021年远期与远景线网规划中，西博城站保持三线换乘车站，此结构未规划给其他线路使用。
|                                  |  | 1号线往韦家碾（天府公园） |
| 島式 · 開左邊车门 · 无障碍卫生间 |  |                           |
|                                  |  | 1号线往科学城（广州路）   |

|                                  |  | 18号线往火车南站（海昌路） |
| 島式 · 開左邊车门 · 无障碍卫生间 |  |                            |
|                                  |  | 18号线往天府机场北（兴隆） |

|                                  |  | 6号线往兰家沟（秦皇寺）     |
| 島式 · 開左邊车门 · 无障碍卫生间 |  |                             |
|                                  |  | 6号线往望丛祠（天府商务区） |

## 内装与公共艺术

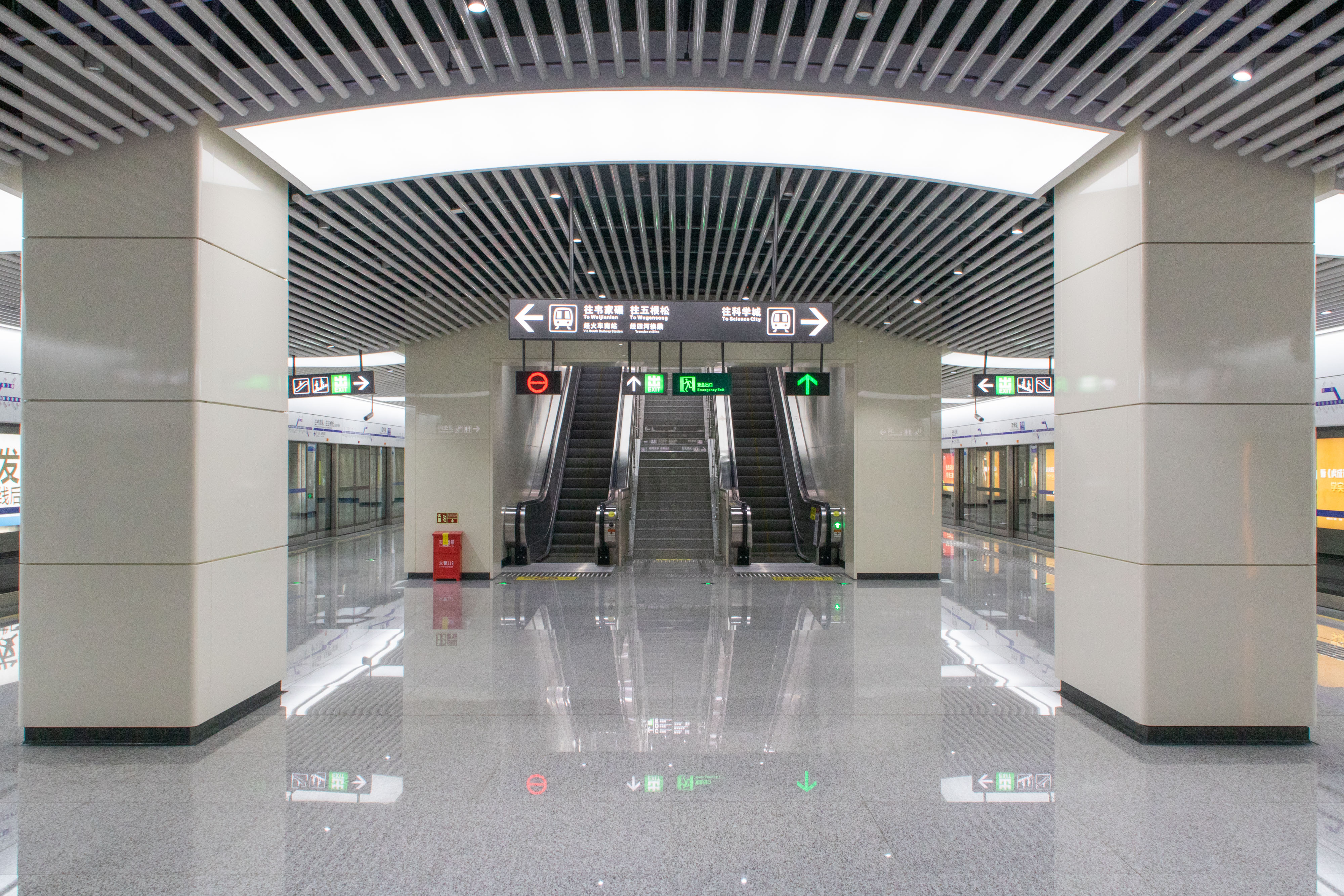
1号线站台
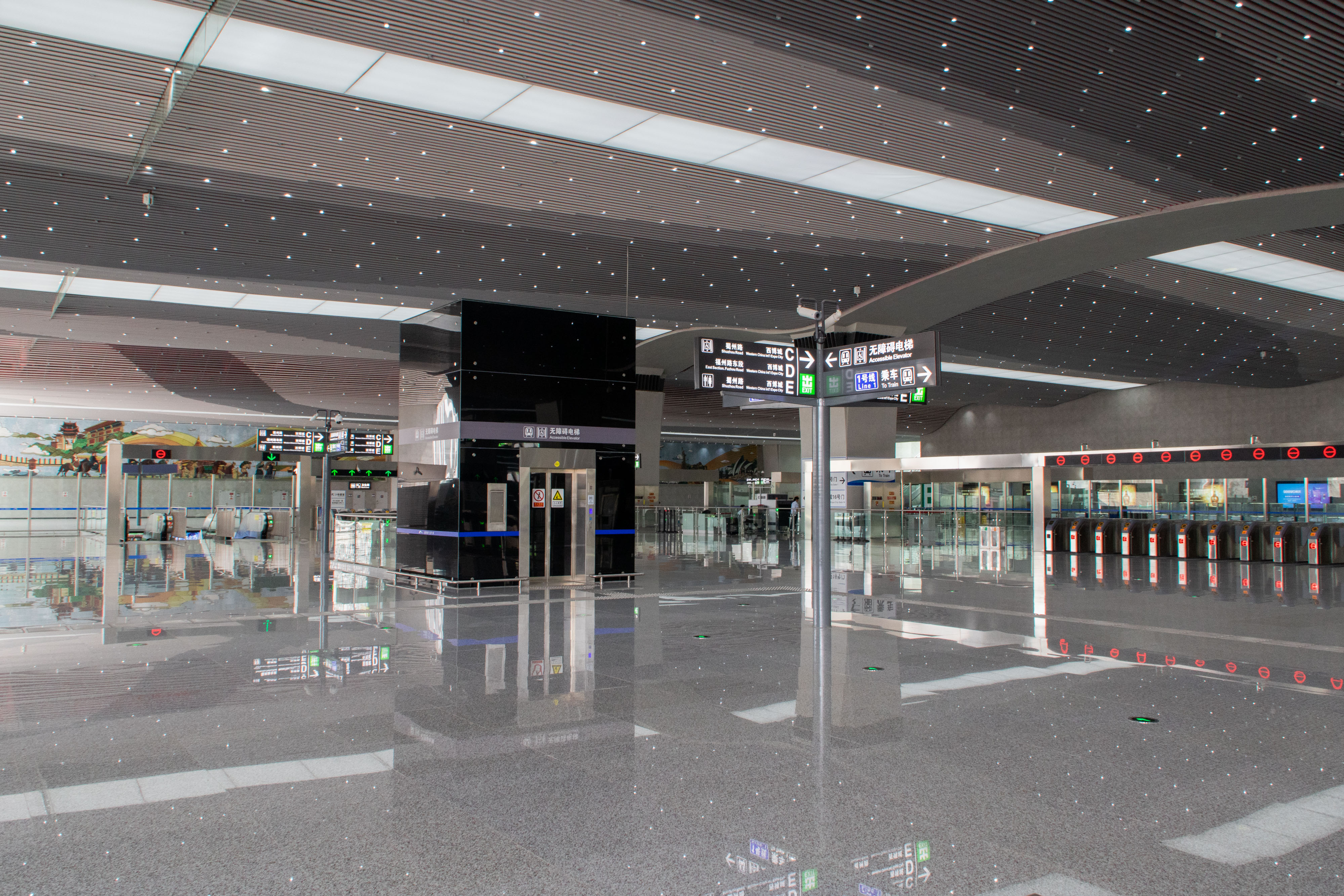
西博城站站厅

1号线车站为1号线三期工程4座艺术重点站之一，延续1号线一期“一站一景”的设计理念，利用身处天府新区中央公园内的优势，打造首个花园中的地铁站。站台的顶部安装有超过8000盏小灯，似满天繁星。

### 艺术墙《商贾文化》
位于站厅层，以时间及地理顺序为轴，讲叙成都与南方丝绸之路的故事。通过展现古代南丝绸之路沿途国家、了解现代世界贸易知识，展现商贾文化的现代之路和历史意义。

## 车站服务
本站设有面积13平方米的母婴候车室。其整个空间借助隔断、装饰物品等进行功能分区，设有哺乳区、操作区、休息区和儿童娱乐区。其中配备了尿布台、哺乳沙发、透气隔链、温奶器、隔脏垫、洗手液、加湿器等基础服务设施设备。儿童娱乐区所有玩具、设备均采用HDPE材料，无毒无味。同时具备防火和高防滑性的阻燃材料地毯以及防火门帘。

## 出入口
本站目前开放3个出入口，连接站厅与地面的无障碍电梯位于18号线出站闸机前方（靠近北广场）、18号线进站闸机前方（靠近南广场）。
|          |                                      |      |  |
|          |                                      |      |  |
|          |                                      |      |  |
| 编号     | 指示                                 | 照片 |  |
|          | 蜀州路、中国西部国际博览城2号门      |      |  |
| 出口 · D | 福州路东段、中国西部国际博览城1号门  |      |  |
| 出口 · E | 福州路东段、中国西部国际博览城16号门 |      |  |

## 公交换乘
T1路、T6路等。

## 历史
- 2017年12月21日，6号线车站主体结构封顶[12]；
- 2018年1月16日，1号线车站移交运营公司[19]；
- 2018年3月18日，1号线车站正式开通使用[2]。
- 2020年9月27日，18号线车站正式开通使用[20]。
- 2020年12月18日，6号线车站启用。